# 重慶市兼善中學
重庆市兼善中学是重庆首批重点中学，位于北碚区毛背沱。由著名实业家卢作孚于1930年创办。学校名称由盧作孚取自于孟子名句“穷则独善其身，达则兼善天下”。

## 历史沿革
1930年7月21日，卢作孚在重庆北碚的火焰山上东岳庙里开会，决定在北碚创办一所中学。与会的有民生公司的董事长郑东琴，民生公司董事川江航务处处长何北衡和航政科长郑璧成，还有北碚峡防局的邓少琴、黄子裳等人并成为这所中学最早的一批董事，由卢作孚担任学校董事会主席。由毕业于北平法政大学的郑献征被任命为兼善中学首任校长。
抗战时期，国民政府遷都重慶，教育部明文要求各校扩招，以安置战区迁来的青少年入学，兼善中學於此迅速扩大规模，并在此时创办了高中部，学生一下增加两倍以上。同時期有大量战区遷来的知识分子加盟教师队伍。
1941年，兼善中学校址由北碚鸡公山迁至嘉陵江边的毛背沱現址。
在文化大革命期间所有中学都按照序号命名，兼善中学被改重慶市第十三中。
1985年，重庆市政府恢复了“兼善中学”的校名。现在校名由时任国务院总理李鹏題寫校名。

## 學校影響
重慶陪都時期，大量知識份子來重慶。学校聘请了当时一批到重慶的諸学者名流执教，如国学大師、复旦大学教授顾实教授国文，鱼类专家施伯南教生物，留美教授许桂英教英语，二胡大师刘天华的弟子、著名作曲家储师竹教音乐，中国画界泰斗徐悲鸿的学生、著名画家李斛教美术。另外，大哲学家梁漱溟、大教育家晏阳初、陶行知、沈钧儒、黄炎培、何鲁、國軍将领冯玉祥，以及贺龙等都學校作过演讲和视察。
抗戰時期著名的校園文藝社團突兀社亦是創建於該校。

## 著名校友
- 国务院总理李鹏夫人朱琳
- 原四川省长肖秧
- 重庆市委副书记邢元敏
- 成都军区副司令员蒙进喜
- 中国社科院博导吴恩远
- 中国驻英大使胡定一
- 中国驻罗马尼亚参赞刘方华
- 中国革命历史博物副馆长万岗
- 中国现代文化研究所所长舒乙
- 著名作家杨益言
- 海政文工团著名演员傅丽坤
- 著名民营企业家卢国纪
- 著名建筑家卢小荻
- 亚洲飞人汪虹

## 参看
- 盧作孚
- 突兀社